# ヘスス・アンヘル・ガルシア
ヘスス・アンヘル・ガルシア・ブラガド（Jesús Ángel García Bragado、1969年10月17日 - ）は、スペイン・マドリード出身の陸上競技選手（競歩）。
1992年バルセロナオリンピックから2020年東京オリンピックまで8大会連続でオリンピックに出場しており、世界でもっとも多くのオリンピックに出場した陸上競技選手である。体操選手のカルメン・アセードは妻。

## 経歴
1992年には地元スペインのバルセロナで開催された1992年バルセロナオリンピックに出場し、50km競歩で10位となった。1993年にはドイツのシュトゥットガルトで開催された1993年世界陸上競技選手権大会に出場し、50km競歩で金メダルを獲得した。1993年にはスペインスポーツ評議会(CSD)が主催するスペイン最優秀スポーツ選手賞を同じく競歩選手のバレンティ・マッサナと同時受賞した。
1997年にはギリシャのアテネで開催された1997年世界陸上競技選手権大会に出場し、50km競歩で銀メダルを獲得した。2001年にはカナダのエドモントンで開催された2001年世界陸上競技選手権大会に出場し、50km競歩で銀メダルを獲得した。2009年にはドイツのベルリンで開催された2009年世界陸上競技選手権大会に出場し、50km競歩で銀メダルを獲得した。
2006年から2007年には国民党(PP)選出のリェイダ市議会議員を務めた。2011年には国民党の筆頭候補（市長候補）としてサント・アドリアー・ダ・バゾス市議会議員選挙に出馬し、市議会議員に当選した。2015年の地方自治体議会議員選挙ではサント・アドリアー・ダ・バゾス市議会議員に再選された。2013年1月にはアルベルト・フェルナンデス・ディアスの後任としてバルセロナ県議会議員となった。

## 自己記録
| 種目  | 結果    | 場所           | 日付          |
| ----- | ------- | -------------- | ------------- |
| 20 km | 1:23:00 | ア・コルーニャ | 2009年6月20日 |
| 50 km | 3:39:54 | ポジェブラディ | 1997年4月20日 |

## 成績

### オリンピック
| 大会                               | 種目     | 順位     |
| ---------------------------------- | -------- | -------- |
| 1992年バルセロナオリンピック       | 50km競歩 | 10位     |
| 1996年アトランタオリンピック       | 50km競歩 | 途中棄権 |
| 2000年シドニーオリンピック         | 50km競歩 | 12位     |
| 2004年アテネオリンピック           | 50km競歩 | 5位      |
| 2008年北京オリンピック             | 50km競歩 | 4位      |
| 2012年ロンドンオリンピック         | 50km競歩 | 19位     |
| 2016年リオデジャネイロオリンピック | 50km競歩 | 20位     |

### 主要大会
| 年                           | 大会                                         | 開催地                     | 順位  | 種目    | タイム   |
| ---------------------------- | -------------------------------------------- | -------------------------- | ----- | ------- | -------- |
| 1992                         | 1992年バルセロナオリンピックの陸上競技       | スペイン・バルセロナ       | 10th  | 50 km   | 3:58:43  |
| 1993                         | 1993年世界陸上競技選手権大会                 | ドイツ・シュトゥットガルト | 1位   | 50 km   | 3:41:41  |
| 1995                         | 1995年世界陸上競技選手権大会                 | スウェーデン・ヨーテボリ   | 5位   | 50 km   | 3:48:05  |
| 1996                         | 1996年アトランタオリンピックの陸上競技       | アメリカ合衆国・アトランタ | —     | 50 km   | 途中棄権 |
| 1997                         | 1997年世界陸上競技選手権大会                 | ギリシャ・ギリシャ         | 2位   | 50 km   | 3:44:59  |
| 1999                         | 1999年世界陸上競技選手権大会                 | スペイン・セビリア         | —     | 50 km   | 途中棄権 |
| 2000                         | 2000年シドニーオリンピックの陸上競技         | オーストラリア・シドニー   | 12位  | 50 km   | 3:49:31  |
| 2001                         | 2001年世界陸上競技選手権大会                 | カナダ・エドモントン       | 2位   | 50 km   | 3:43:07  |
| 2003                         | 2003年世界陸上競技選手権大会                 | フランス・パリ             | 6位   | 50 km   | 3:43:56  |
| 2004                         | 2004年アテネオリンピックの陸上競技           | ギリシャ・アテネ           | 5位   | 50 km   | 3:44:42  |
| 2005                         | 2005年世界陸上競技選手権大会                 | フィンランド・ヘルシンキ   | —     | 50 km   | 失格     |
| 2007                         | 2007年世界陸上競技選手権大会                 | 日本・大阪市               | —     | 50 km   | 予選敗退 |
| 2008                         | 2008年北京オリンピックの陸上競技             | 中国・北京市               | 4位   | 50 km   | 3:44:08  |
| 2009                         | 2009年世界陸上競技選手権大会                 | ドイツ・ベルリン           | 2位   | 50 km   | 3:41:37  |
| 2011                         | 2011年世界陸上競技選手権大会                 | 韓国・大邱市               | —     | 50 km   | 予選敗退 |
| 2012                         | 2012年ロンドンオリンピックの陸上競技         | イギリス・ロンドン         | 19位  | 50 km   | 3:48:32  |
| 2013                         | 2013年世界陸上競技選手権大会                 | ロシア・モスクワ           | 12位  | 50 km   | 3:46:44  |
| 2015                         |                                              |                            |       |         |          |
| 2015年世界陸上競技選手権大会 | 中国・北京市                                 | 9位                        | 50 km | 3:46:43 |          |
| 2016                         | 2016年リオデジャネイロオリンピックの陸上競技 | ブラジル・リオデジャネイロ | 20位  | 50 km   | 3:54:29  |
| 2019                         | 2019年世界陸上競技選手権大会                 | カタール・ドーハ           | 8位   | 50 km   | 4:11:28  |